# Манара, Бруно
Бруно Манара (полное имя Бруно Хосе Манара Боскайни, исп. Bruno José Manara Boscaini; 3 сентября 1939, Верона — 4 сентября 2018, Каракас) — венесуэльский художник-иллюстратор и журналист итальянского происхождения.
Переехал с семьёй в Венесуэлу из Италии в 1950 году. Окончил Каракасский педагогический институт (1967) по отделению испанского языка и литературы, затем получил также диплом Центрального университета Венесуэлы (1973). Преподавал латынь и древнегреческий язык в Католическом университете имени Андреса Бельо и в Богословском институте для верующих (исп. Instituto de Teologia para Religiosos). С преподавания латыни студентам-ботаникам начался интерес Манары к растениям Венесуэлы.
На протяжении многих лет рисовал растения страны и местные пейзажи, уделяя основное внимание Национальному парку Авила, непосредственно примыкающему к Каракасу. Опубликовал с собственными текстами и рисунками ряд книг и брошюр, в том числе «Бабочки парка Авила» (исп. Mariposas del Ávila; 1982), «Птицы парка Авила» (исп. Pájaros del Ávila; 1982), «Наш первый парк» (исп. Nuestro primer parque; 1983), «По землям Лары» (исп. Por tierras de Lara; 1990), «Иллюстрированный путеводитель по Каракасскому ботаническому саду» (исп. Guía ilustrada del Jardín Botánico de Caracas; 1995), «Андийские растения в парке Авила» (исп. Plantas andinas en El Ávila; 1996), «Кебрада-Чакаито: флористические и экологические аспекты» (исп. Quebrada Chacaíto: aspectos florísticos y ecológicos; 2012), «Парк Авила, живой музей» (исп. El Ávila, un museo viviente; 2013) и «Семь морей. Устойчивая экосистема» (исп. Nuestro primer parque; 2016).